# The Second Violinist
The Second Violinist ist eine Oper in einem Akt von Donnacha Dennehy (Musik) mit einem Libretto von Enda Walsh. Die Uraufführung fand am 26. Juli 2017 im Black Box Theatre im irischen Galway statt.

## Handlung
Protagonist der Oper ist Martin, ein Musiker Anfang 40, der in einem Ensemble die zweite Geige spielt. Es handelt sich um eine stumme Rolle. Martin lebt allein in seiner verwahrlosten Wohnung und hat offensichtlich schwere psychische Probleme. Auf der Violine übt er kaum noch, reagiert nicht auf die Telefonanrufe seiner Freunde und Kollegen und vertreibt sich die Zeit mit einem brutalen Videospiel. Die auf seinem Anrufbeantworter eingehenden Anrufe erklingen über Lautsprecher. Nach einiger Zeit erscheinen drei weitere Personen in der Wohnung: das Ehepaar Amy und Matthew sowie Amys Freundin Hannah. Martin beobachtet sie ständig, doch er selbst ist für sie unsichtbar. Im Verlauf der Oper wird allmählich klar, dass es sich um Martins Erinnerungen handelt und Matthew sein früheres Selbst ist. Die Ehe von Amy und Matthew war von Anfang an unglücklich. Nachdem Matthew entdeckte, dass Amy und Hannah ein intimes Verhältnis hatten, ermordete er die beiden. Parallel dazu in der Gegenwart beginnt Martin, über eine Dating-Plattform, an der er sich mit falschen Daten angemeldet hatte, eine virtuelle Freundschaft mit dem Mädchen „Scarlett38“. Die Textnachrichten und Martins Antworten darauf erscheinen in Form von Video-Projektionen. Beide schwärmen für die Musik Carlo Gesualdos und interessieren sich für Vögel. Zu einer persönlichen Begegnung kommt es erst am Ende der Oper.

### Inhaltsangabe
Zu Beginn der Oper steigt Martin mit seiner Geige aus dem Orchestergraben und geht über die Bühne und einen Rollsteig zu seiner Wohnung. Der Geigenkasten ist in schlechtem Zustand und wird nur von einem Gummiband zusammengehalten. Unterwegs meldet sich die Mailbox seines Telefons. Martin hört einige Nachrichten seines Freundes Sean ab, die er sofort löscht, ohne zu antworten. Weitere Nachrichten stammen von einer Angela, die seine Nummer von seinem Agenten Eamon erhalten hatte und ihn für einen Auftritt engagieren will. Martin löscht auch diese Nachrichten. Zu Hause angekommen schaltet er den Fernseher an, holt sich eine Flasche Wein und stellt Essen in die Mikrowelle. Die Mailbox spielt eine Nachricht seines Kollegen Dáithí ab, der sich über Martins schlechte Probenvorbereitung beschwert. Martin öffnet seine Seite auf der Dating-Plattform Tinder. Dort nennt er sich Carlo und hat sein Alter mit 33 Jahren angegeben. Er ändert seine Angaben auf „Opernkomponist. Violinvirtuose. Wohlhabend. Single.“ Dann löscht er den Text wieder und schreibt „Lebendig. Geiger. Isst. Alleine.“ Angela meldet sich erneut am Anrufbeantworter. Martin zieht den Stecker. Anschließend gibt er auf Tinder seine Interessen mit „Carlo Gesualdo. Meisterkoch. Vögel beobachten in Irland.“ an. Es wird langsam dunkel. Martin schaut erwartungsvoll in den Raum.
Im Martins Wohnzimmer befinden sich jetzt drei weitere Personen: das Ehepaar Amy und Matthew sowie Amys Freundin Hannah. Martin beobachtet sie, ändert aber nicht sein Verhalten. Für die anderen ist er unsichtbar. Amy und Hannah haben gemeinsam das College besucht. Sie und Matthew sind jetzt beinahe fünf Jahre verheiratet. Hannah war viel auf Reisen und deshalb nicht bei ihrer Hochzeit. Die drei unterhalten sich über belanglose Dinge.
Martin ist wieder alleine in seinem Schlafzimmer. Sein Telefon meldet sich mit Werbung einer Pizzeria. Martin schreibt „STOP“, um sie abzubestellen. Ein Wecker klingelt. Es ist Zeit für seine Probe. Auf dem Anrufbeantworter meldet sich Sean. Martin verlässt die Wohnung mit der Geige und steigt in einen Bus. Sein Kollege Niamh ruft an, um ihn an die vereinbarten Spielanweisungen zu erinnern, die er bei der letzten Probe nicht beachtet hatte. Eamon versucht, ihn für das Engagement Angelas zu gewinnen. Über die Dating-Platform meldet sich „Scarlett38“, die ebenso wie er für Gesualdo schwärmt. Sie chatten eine Weile. Martin, der seinen Account mit „SecondViolinist“ angegeben hatte, nennt ihr seinen echten Namen: „Matthew“. Im Bus bemerkt er eine junge Frau und weist sie auf sein Telefon hin.
Während Martins Probe ist der Gesang eines unsichtbaren Chores zu hören. In der Wohnung steht Amy mit einem Weinglas in der Hand und denkt über ihr Leben nach (Arie: „From inside I can hear their voices outside“). Unterdessen flirten Hannah und Matthew miteinander. Martin steht mit einem Sandwich im Orchestergraben und hört Amy zu. Die Musik hört auf, und Martin erstarrt gedankenverloren für eine Weile, bis sein Telefon klingelt und Amy sich erneut nach ihm erkundigt. Im Hintergrund hört man die Stimmen seiner Kollegen Niamh und Dáithí, die so unzufrieden mit Martin sind, dass sie sich nach einem Ersatz umsehen wollen. Sean bittet um Rückruf. Martin steht auf, um nach Hause zu gehen. Als er einen weiteren Werbeanruf und einen neuen Kontaktversuch Angelas erhält, zerschmettert er sein Telefon wütend. Die Stimmen seiner Kollegen klingen nun besorgt. Sie erinnern sich an Martins Hochzeit mit Amy, die er wie eine Trauerfeier begangen hatte.
Als Martin zu Hause ankommt, sitzen Amy, Matthew und Hannah mit Wein in der Küche. Martin nimmt sich ebenfalls ein Glas und setzt sich unbemerkt von ihnen an den Tisch. Er hört scheinbar gezwungenermaßen ihrem Gespräch zu, in dem sie sich an Jugenderlebnisse erinnern. Amy verlässt die Wohnung, um Wein aus der Garage zu holen. Matthew zeigt Hannah unterdessen ihr Hochzeitsalbum. Martin erhält eine Chat-Nachricht von Scarlett38 und teilt ihr mit, dass er gerade in Erinnerungen schwelge. Matthew erzählt Hannah, dass er sich eigentlich eine viel kleinere Hochzeitsfeier gewünscht hätte und auch das Essen nicht mochte. Die Gäste hatten so laut geredet, dass er die Musik Gesualdos nicht mehr hören konnte. Amy kommt mit dem Wein zurück. Martin erhält eine weitere besorgte Telefonnachricht von Sean. Er antwortet wieder nicht, sondern verlässt die Wohnung mit einer Flasche Wein.
Martin beobachtet eine junge Frau auf einer Party. Er ist betrunken und ungefähr 12 bis 15 Jahre älter als sie. Im Wohnzimmer küssen sich Amy und Hannah. Als die Frau auf die Toilette geht, folgt Martin ihr und versucht, sie anzusprechen. Sie schreit ihn an, schlägt ihm ins Gesicht und geht zu ihren Freunden zurück. Martin verlässt den Waschraum und befindet sich nun in seinem Wohnzimmer, in dem Matthew, Amy und Hannah Twister spielen. Martin öffnet eine Falltür zum Dachgeschoss und steigt über eine Faltleiter hinauf. Matthew ist grob zu Amy und flirtet mit Hannah. Martin klettert verdreckt und offenbar blutverschmiert wieder herunter, geht ins Badezimmer und duscht. Amy setzt sich daneben auf die Toilette, wo sie auf ihr Telefon starrt. Unterdessen versucht Matthew, Hannah zu küssen, doch sie wehrt ihn erbost ab. Amy legt ihr Telefon auf das Spülbecken und verlässt das Badezimmer. Matthew nimmt das Telefon an sich, während Martin seine Kleidung aus dem Schlafzimmer holt und sich in einem Nebenzimmer anzieht. Über das Chatsystem unterhalten sich Scarlett38 und SecondViolinist über den Zug der Schwalben. Martin gibt zu, dass er sich einsam fühlt, und schlägt ein Treffen vor, bei dem er ihr Gesualdo vorspielen will. Nach einem vergeblichen Versuch, seinen Geigenkasten zu reparieren, verlässt er die Wohnung mit Geige und Bogen.
Während Martin unterwegs ist, ruft Angela an. Sie will endlich willen, ob er das Engagement annimmt. Er lehnt mit groben (über Lautsprecher eingespielten) Worten ab. Auch Sean meldet sich wieder. Er ist zutiefst besorgt, weil er Amy schon lange nicht mehr erreichen konnte. Eine weitere Werbung der Pizzeria erscheint. Martin steigt in den Bus, ruft die Pizzeria an und beschwert sich wütend, dass sein Opt-out nicht berücksichtigt wurde.
Hannah schläft in der Wohnung auf dem Sofa. Neben ihr grübelt Amy über die unerfüllten Träume ihres Lebens und ihre Sehnsucht nach wahrer Liebe (Arie: „The life we dreamed had pictures“). Dabei blickt sie in Richtung des Nebenraums, in dem sich Matthew aufhält. Dieser ist gerade dabei, Amys Telefon an seinen Computer anzuschließen. Ein von Amy selbst aufgenommenes Einspielvideo zeigt das intime Verhältnis von Amy und Hannah.
Auf dem Weg zum Konzertsaal erhält Martin einen zornigen Anruf von Eamon, der dringend um ein Gespräch bittet. Martin steigt in den Orchestergraben. Ein Einspielvideo zeigt die Aufführung, an der Martin teilnimmt.
Plötzlich steht Martin am Computer im Nebenraum seiner Wohnung. Er stürmt aus dem Zimmer und ermordet Amy (nur per Einspielvideo angedeutet). Während Martin über das Geschehen nachdenkt, meldet sich Scarlett38, um nach dem Weg zu fragen. Sie treffen sich im Wald. Scarlett ist erst vierzehn Jahre alt und fürchtet sich vor Martin.

## Gestaltung
Der Komponist Dennehy wies darauf hin, dass der durch die Musik verstärkte Subtext für ihn eine ebenso große Bedeutung wie der Text selbst habe. Ein wesentlicher Bestandteil seiner Komposition seien „dekonstruierte und neu aufgebaute Klänge“ der Musik Carlo Gesualdos. Diese bilden die Grundlage der Oberton-Texturen, die im Verlauf der Oper zunehmend aufblühen und eine Spannung zwischen der beinahe ekstatischen Brillanz der Partitur und der brutalen Realität der Handlung erzeugen („These strains even inform the flowering overtone textures that become ever more radiant as the opera proceeds, creating a friction between the almost ecstatic luminosity of the score and the brutal reality of the plot.“). Bereits das Leben Gesualdos selbst zeige diesen Gegensatz zwischen seiner sehnsuchtsvollen Musik und dem Mord an seiner Ehefrau und dessen Liebhaber. Diese Tat bildet eine Parallele zum Mord Martins an Amy und ihrer Freundin.
Dennehy griff dazu auf Motive von Gesualdos Motette Tristis anima mea zurück, deren zweiten Teil der Chor beinahe in der Originalfassung singt. Eine Besonderheit ist der Einsatz einer Bassgambe. Sie prägt den Orchestersatz durchgängig und tritt in der zweiten Arie Amys („The life we dreamed had pictures“) besonders hervor.
Die Überlagerung von Vergangenheit und Gegenwart und die Aufspaltung der Charaktere in mehrere Zeitebenen ist typisch für die Werke Enda Walshs. Die Videoprojektionen stellen einen zentralen Teil der Oper dar, von der nicht einmal die Hälfte der Zeit gesungen wird. Spannung wird durch elektronisch verstärkte Klänge, die aus der Obertonreihe abgeleiteten mikrotonalen Intervalle und die Instrumentierung durch Schlagzeug und Streicher-Staccati erzeugt.
Toner Quinn beschrieb die harmonische Klangsprache der Oper in seiner Rezension im irischen Journal of Music folgendermaßen: „Teer-artige Akkorde in der Mittellage, Kreide-auf-Wandtafel-Cluster aus synkopierten Tönen im oberen Register; hervorgehoben durch einzelne Noten am obersten Ende der Tonskala eines Instruments“ („tar-like chords in the middle; chalk-on-blackboard clusters of syncopated notes in the upper register; punctuated by outlying notes further out at the very top of an instrument’s range“). Die Gesangslinien kehren wiederholt, ähnlich einem Leitmotiv, zu bestimmten Intervallen zurück.

### Instrumentalbesetzung
Das Instrumentalensemble der Oper besteht aus 14 Spielern:
- Flöte I (auch Piccolo)
- Flöte II (auch Altflöte und Piccolo)
- Klarinette I in B
- Klarinette II in B (auch Bassklarinette)
- Horn in F
- Schlagzeug I: Celesta, Sandblock, große Trommel („bass drum“)
- Schlagzeug II: Gestrichenes Vibraphon („bowed vibes“), große Trommel („bass drum“), große Trommel („kick drum“), Kleine Trommel („snare drum“)
- Klavier
- Violine I
- Violine II
- Bratsche
- Bassgambe (kann durch ein Violoncello ersetzt werden)
- Violoncello
- Kontrabass

Die Musik macht starken Gebrauch von Mikrointervallen, die aus den Obertonreihen abgeleitet werden. Die Bassgambe benötigt daher zwei zusätzliche Bünde, um die benötigten Töne erzeugen zu können.

## Werkgeschichte
Donnacha Dennehys Oper The Second Violinist entstand in den Jahren 2016/2017 im Auftrag von Landmark Productions und der Wide Open Opera für das Galway International Arts Festival. Das Libretto schrieb der irische Dramatiker Enda Walsh, der auch bei der Uraufführung Regie führte. Diese fand in Koproduktion mit der Irish National Opera am 26. Juli 2017 im Black Box Theatre im irischen Galway statt. Das Design stammte von David Sheppard und Helen Atkinson (Ton), die Kostüme von Joan O’Clery, das Licht von Adam Silverman und die Einspielvideos von Jack Phelan. Der Wide Open Opera Chorus und das Crash Ensemble spielten unter der musikalischen Leitung von Ryan McAdams. Es sangen und spielten Aaron Monaghan (Martin), Sharon Carty (Amy), Márie Flavin (Hannah) und Benedict Nelson (Matthew).
Im Oktober 2017 gab es eine zweite Aufführungsreihe im O’Reilly Theatre in Dublin.
Die Produktion wurde mit dem mit 150.000 € dotierten Fedora Generali Prize for Opera 2017 auszeichnet. Ein Video-Mitschnitt wurde 2018 im Rahmen der Internetplattform OperaVision im Internet bereitgestellt.